# Epanolol
Epanolol là một thuốc chẹn beta.